# NGC 7716
NGC 7716 في الفهرس العام الجديد، هي مجرة، تقع في كوكبة الحوت. اكتشفت في 1831 بواسطة جون هيرشل.

## روابط خارجية
- NGC 7716 على موقع ويكي سكاي: DSS2, SDSS, GALEX, IRAS, Hydrogen α, X-Ray, Astrophoto, Sky Map, Articles and images